# 京極杜藻
京極 杜藻（きょうごく とそう、明治27年（1894年）4月1日 - 昭和60年（1985年）11月7日）は、日本の俳人、実業家。元京極運輸商事会長。旧姓桶谷。本名友助。

## 経歴
鳥取県米子市尾高町出身。家業は食料品商。桶谷庄蔵の次男。
大正2年（1913年）3月米子中学（現在の米子東高校）卒業。東京高等商業学校（現在の一橋大学）に進んだ。大正3年（1914年）同級の京極山琅子などと学校内に俳句会“南琴吟社”を創立、喝鞭と号し、“ホトトギス”に投句して、初めて雑詠に二句入選する。大正4年（1915年）2月はじめて“ホトトギス”句会に出席し高浜虚子に会う。
大正6年（1917年）3月東京高商卒業。久原鉱業に入社したが、京極山琅子が急死したため、翌年久原を退社、山琅子の京極家を継ぐ。京極家は、旧旗本の出で、家業は労務請負運送業だった。
大正9年（1920年）運送に初めてトラック使用。大正12年（1923年）俳号を杜藻に改める。昭和10年（1935年）第一句集『艸冠』発刊。昭和16年（1941年）京極運送株式会社を設立、社長となる。昭和17年（1942年）文学報国会俳句部会の役員となる。昭和19年（1944年）京橋運送株式会社を設立、社長となる。
昭和26年（1951年）東京港運事業協同組合を結成、理事長となる。昭和29年（1954年）東京トラック協会会長、日本トラック協会副会長に就任。
昭和30年（1955年）第二句集『門』発刊。昭和34年（1959年）晴海荷役株式会社を設立、取締役会長となる。昭和35年（1960年）運輸大臣表彰。昭和36年（1961年）京浜麦酒運輸株式会社、鋼管ドラム株式会社をそれぞれ設立、社長となる。藍綬褒章受章。昭和38年（1963年）京極興業株式会社を設立、社長となる。昭和39年（1964年）社名を京極運輸商事株式会社と改める。
昭和40年（1965年）秋勲四等瑞宝章受章。昭和48年（1973年）第三句集『眉雪』発刊。

## 家族 親族
『第廿一版 人事興信録 上』によれば、
- 妻・美喜（東京、徳岡祐三郎の長女）

明治34年（1901年）5月生～
- 長女・都子（日本舞踊家、芸名・西川鯉也）

大正14年（1925年）5月生～
- 次女

## 関連
- 京極氏
- 京極運輸商事
- ホトトギス